# Give Me Some Skin
"Give Me Some Skin" é uma canção escrita e gravada por James Brown. Lançada como single em 1977, alcançou o número 20 da parada R&B. Também aparece no álbum Mutha's Nature.